# Vasanello
Vasanello (Bassanello fino al 1949) è un comune italiano di 3 989 abitanti della provincia di Viterbo nel Lazio.

## Geografia fisica

### Territorio
Il comune di Vasanello sorge su un terreno collinare ondulato, caratterizzato da una copertura di seminativi, vigneti e boschi nei dintorno. L'abitato si sviluppa su uno sperone isolato alla testata del rio Palanza, un affluente del fiume Tevere. Da un lato del territorio, è visibile il corso del fiume Tevere, mentre dall'altro si possono osservare rilievi di origine vulcanica con la tipica forma conica. 

### Clima
Classificazione climatica: zona D, 1891 GR/G

## Storia
La storia documentata di Vasanello risale al tardo medioevo, quando il re dei longobardi donò al papa il territorio destinato a diventare Patrimonio di San Pietro in Tuscia. Fino ad allora sono comunque frammentarie e poco esaustive le notizie storiche e bisognerà attendere il Basso Medioevo per poter seguire più dettagliatamente la storia. Nel 1212 papa Innocenzo III emanò una bolla che delega al Podestà di Orte l'amministrazione di Vasanello. Sul finire del XIII secolo se ne impadronisce Orso Orsini, a cui viene attribuita la costruzione del primitivo nucleo del castello baronale.
L'usurpazione di Orso Orsini non durò in ogni caso molto poiché, nel 1282, Martino IV lo costrinse a restituire Bassanello al Patrimonio di San Pietro in Tuscia. Il feudo tornò agli Orsini attraverso Elena, che lo ereditò alla morte del marito Gentile Migliorati e da costei, dopo la conferma di proprietà con tutti i diritti connessi da parte di Niccolò V, passò al figlio Ludovico Orsini, nel 1452. Si può comunque affermare che il periodo di maggiore fama per Vasanello inizia poco tempo dopo, nel corso dei tre anni di pontificato di Callisto III, quando giunse a Roma dalla nativa Spagna, una sua procace quanto acuta nipote: Adriana de Milla. L'intraprendente fanciulla si maritò infatti con Ludovico Orsini con il quale ebbe un figlio, Orsino, che si ritrovò come madre una delle più sciagurate arriviste che la storia ricordi. Nel 1489 Orsino Orsini convolò a nozze con Giulia Farnese, la quale per soddisfare l'arrampicata sociale delle rispettive famiglie, fu spinta da suocera e madre a soddisfare i pruriti del simoniaco papa Borgia, ottenendo così in cambio le Legazioni di Viterbo e delle Marche. Al consenziente marito e ai guelfi Orsini, toccarono quelle cariche e finanziamenti necessari per ottenere la supremazia sull'altra potente famiglia dei Colonna, ghibellini e loro irriducibili nemici di sempre. Orsino Orsini morì in circostanze poco chiare sotto il crollo di un solaio del castello il 31 luglio del 1500. Nel 1504 viene sepolta a Bassanello Gerolama Farnese assassinata dal figliastro Giovanni Battista Anguillara.
In occasione delle nozze con Laura Orsini, figlia sicuramente di Giulia Farnese e Orsino Orsini, nel 1505 il feudo di Bassanello passa a Nicola Della Rovere e alla morte di questi, nel 1534, al figlio Giulio che a sua volta lo lascerà in eredità alla sorella Elena, la quale, sposa di Stefano Colonna, chiude il ciclo dei Della Rovere a Bassanello. Da allora il paese rimase ai Colonna fino al 1700, poi passò quindi ai Colonna-Barberini di Sciarra che lo mantennero fino alla caduta dello Stato Pontificio. Al principio del Novecento i beni feudali passarono alla Banca d'Italia che in seguito li girò all'Università Agraria, con l'eccezione del castello che nel 1907 fu acquistato da monsignor Luigi Misciattelli che lo tramandò poi al nipote Paolo Misciattelli. Particolarmente rilevante è stata la figura di quest'ultimo nell'ambito del rilancio di un'attività a cui Vasanello deve addirittura il proprio nome: quella dei vasai.

### Simboli
Il comune di Vasanello utilizza uno stemma non concesso ufficialmente che si potrebbe blasonare: partito di cielo e d'azzurro, all'anfora biansata d'argento, posta su un terrazzo di verde, attraversante. Il vaso ha assonanza con il nome del paese e fa riferimento all'arte ceramica fiorente in questo territorio. Il gonfalone è un drappo partito di bianco e di azzurro.

## Monumenti e luoghi d'interesse

### Architetture religiose
- Santa Maria Assunta (X secolo); eretta probabilmente sui resti di un tempio pagano. Il portico è del secolo XV; all'interno il tempio è diviso in tre navate che terminano con un presbiterio nelle cui absidi minori si trovano due affreschi del XII secolo con influssi bizantini. Interessanti i capitelli romanici ornati con disegni geometrici, foglie d'acanto e animali fantastici. Notevoli anche la tavola dell'Assunta di autore anonimo e il fonte battesimale del '500. La cripta conserva le reliquie del santo patrono Lanno.Sotto il presbiterio della suddetta chiesa si apre la cripta formata da tre absidi . Nell'abside di destra è collocata l'imponente urna processionale in stile barocco di legno dorato datata 1735 che, a cavallo, tra quella di cipresso e quella odierna di cristallo, per circa un secolo ha dato riposo alle preziose spoglie di san Lanno. L'urna venne commissionata dalla famiglia Di Modio per portare in processione le reliquie del santo. Presenta una zampa leonina ai quattro angoli,vari motivi decorativi,testine di angeli,decorazione ad ovuli sul coperchio ed a fronte monogramma di Cristo. Accanto era collocatala stele con una croce greca rinvenuta nel luogo di sepoltura di San Lanno e ora adibita a leggio sull'altare maggiore. Il reperto avvalora fortemente la tesi secondo cui le spoglie furono ivi preposte in un periodo dell'Alto Medioevo, quando era elevata l'influenza greco-bizantina. Più avanti a cavallo tra l'abside di destra e quella centrale in una cornice di bronzo datata 1876 si conserva il mattone di san Lanno un frammento di spessa terracotta che costituisce una reliquia storicamente preziosa, che fu ritrovata nel tumulo dei resti del Santo a conferma dell'identificazione del corpo e dell'epoca del martirio. L'epigrafe sepolcrale,primo documento scritto della storia di Vasanello,riporta la scritta "Qui riposa San Lanno martire di Cristo,morto sotto Diocleziano". Al centro dell'abside centrale dal 5 maggio 1926 in un'urna di cristallo sono conservate le reliquie di san Lanno con un'ampolla contenente i grumi del suo sangue . A destra,grande candelabro in legno dorato,a zampa leonina nei quattro angoli di base e motivi decorativi vegetali a festoni lungo il fusto. Nell'abside di sinistra è visibile il reliquiario in legno di cipresso, in cui agli inizi del XVII secolo furono deposti e chiusi in una cassa di piombo i resti del Santo all'epoca del loro rinvenimento,avvenuto il 15 marzo 1628 per ordine del mons. Giovanni Gozzadini. Nella cripta è esposto un olio su tela in cattivo stato di conservazione che ritrae san Lanno con espressione molto giovanile in atto di ricevere la corona del martirio con sullo sfondo il castello di Vasanello. Il busto in argento sbalzato di San Lanno, del 1754, è opera dell'argentiere Vincenzo Belli.
- San Salvatore (XI secolo); la chiesa ha tre navate divise da due file di colonne sormontate da capitelli ionici. L'abside ospita a destra una bella Madonna della Rondine con Bambino e santi e al centro un tabernacolo-ciborio del XVI secolo. Ben conservata è l'edicola della Madonna della Febbre, il cui affresco fu dipinto dallo Scarelli nel 1878. Attiguo alla porta secondaria si può ammirare l'affresco Pietà e santi attribuito a Piermatteo d'Amelia.
- Abbazia della Madonna delle Grazie (XIV secolo); particolarmente interessante perché ornata di affreschi attribuiti alla Scuola del Perugino (1445/1523). Da evidenziare la bellissima Madonna con Bambino benedicente (raffigurata nell'edicola sacra esterna).
- Cappella di San Lanno Martire (patrono di Vasanello); eretta intorno all'anno Mille nel luogo dove san Lando, oggi San Lanno, subì il martirio nel 296, conserva un bellissimo affresco del 1493 attribuito a Piermatteo d'Amelia.
- Santa Maria della Stella; fu costruita nel 1704. Anche qui l'immagine della Madonna posta sull'altare proviene da un'edicola di campagna.
- Campanile romanico di San Salvatore (XIII secolo); poderosa e turrita mole quadrata alta circa 28 m, divisa in 6 piani. Sulle facciate del primo piano si aprono le bifore, mentre sopra si sovrappongono le trifore archeggiate a tutto sesto. Dopo un lungo restauro, rimossi i ponteggi, rivela la sua bellezza di campanile romanico.

### Architetture militari

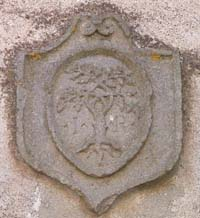
Stemma Della Rovere

- Castello Orsini (XII secolo); i primi signori del castello sono gli Orsini. Nel 1505, con il matrimonio della figlia di Giulia Farnese "la bella" e Orsino Orsini, il castello passa ai Della Rovere. Nel 1534 Stefano Colonna diventa il nuovo signore e nel 1787 il feudo passa ai Barberini-Colonna di Sciarra. Nel 1907 il castello viene acquistato da monsignor Misciattelli che lo restaura completamente. Successivamente il nipote, marchese professor Paolo Misciattelli Mocenigo Soranzo, vi impianta una produzione di ceramica artistica di pregevole fattura. La qualità della "Ceramica Bassanello" è testimoniata da commesse di grandi firme e attestata dalla direzione artistica di maestri faentini. Recentemente il castello è stato ereditato dalla figlia, donna Elena Misciattelli, la quale ha avviato un'opera di valorizzazione attraverso la realizzazione di un giardino medioevale e di interventi conservativi, volti alla creazione di un Museo della Ceramica.

### Architetture civili
- La Torricella: parte di un sistema di torri di avvistamento che sembra seguire il tracciato della via Amerina.
- Ponte di Valle Gaudenzio: resti di un ponte etrusco del II secolo, che scavalca il fosso di Valle Canale. È un ponte a una sola arcata di cui restano le spallette laterali.

### Siti archeologici
- Palazzolo: l'insediamento di Palazzolo (identificato da alcuni studi come l'antico Castrum Amerinum) si trova a nord di Vasanello e a sudest di Bassano in Teverina. Ubicato su un pianoro di forma allungata, ad un'altezza variante tra i 270 e i 200 metri, è delimitato, a nord, dal torrente Valle Canale e a sud dal fosso delle tre Fontane. La morfologia a terrazzamenti del territorio e la sua natura tufacea hanno fatto sì che il sito si prestasse benissimo per la realizzazione di strutture ipogee. La presenza umana è attestata dall'età romana repubblicana ma molti indizi fanno ritenere che la zona fosse abitata fin dai tempi più remoti: il vicino paese di Vasanello era un centro falisco ed è molto probabile che, già in quel periodo, avesse collegamenti con il sito di Palazzolo. Le vie principali che si collegavano all'area dell'abitato erano cinque: la più importante era la via Amerina che, partendo da una zona a nord di Roma (la Valle di Baccano), arrivava a Chiusi passando per Amelia (Ameria in latino, da cui la strada prende il nome). Per quanto riguarda le altre quattro vie: una raggiungeva Vasanello, una che portava a Santa Maria di Luco, un'altra conduceva ad Orte ed infine la via Cimina che, provenendo da Gallese, proseguiva per i monti Cimini[7]. L'abitato di Palazzolo fu sede in antichità, e poi anche nel periodo medioevale, di importanti officine ceramiche che, sfruttando la presenza di cave di argilla rossa, producevano pregevoli terrecotte per uso domestico, della tipologia di |"terra italica sigillata" proveniente da Arezzo. La prova di tale attività è attestata dalla presenza di scarti di fornaci in varie zone dell'abitato, dal ritrovamento di una fornace di età augustea nell'area di Cesurli nel 1974[8], e, indirettamente, dall'esistenza di un cunicolo che, passando attraverso il sito, convogliava le acque dei torrenti e forniva il necessario approvvigionamento idrico per le lavorazioni della ceramica[7]. Tra le testimonianze archeologiche più rilevanti vi sono, a nord dell'abitato, i resti di ville romane rustiche, evidentemente collegate alle attività produttive del posto. Con la fine dell'impero romano, iniziò un periodo di grande sviluppo per Palazzolo: infatti, a causa delle incursioni barbariche, ci fu un incremento di popolazione proveniente dal vicino Vasanello e l'abitato venne fortificato tramite lo scavo di fossati e opere murarie difensive. Di questo periodo vi sono le prime testimonianze del diffondersi del culto cristiano nel paese, come la necropoli “dei Morticelli”. La rilevanza di Palazzolo crebbe poi tra il V e IX secolo, perché in tale periodo, la via Amerina era una strada di cruciale importanza che collegava i domini bizantini (poi papali) del Lazio a quelli della Romagna, attraverso il territorio umbro, passando in mezzo ai territori longobardi, il castrum esercitava un forte controllo sui traffici che qui avvenivano. Con la caduta del dominio longobardo, tale percorso perse d'importanza e, con esso, anche il sito. Palazzolo subì nel tempo varie distruzioni, alcune dovute alle guerre e altre a calamità naturali come i terremoti, e venne più volte ricostruita. Dal XII-XIII al XIV sec. venne spesso contesa fra i domini di Viterbo e quelli di Orte, che ne aveva la giurisdizione. Tra i monumenti di una certa rilevanza vi era la chiesa di San Giovanni che, dopo la sua distruzione, venne ricostruita come rocca. Dopo il XIV secolo l'abitato iniziò un progressivo ed irreversibile spopolamento. Secondo una leggenda locale, Santa Rosa da Viterbo si rifugiò per un certo periodo in uno dei locali ipogei di Palazzolo, la cosiddetta "Grotta Delle Monache", per sfuggire alle persecuzioni del Barbarossa[9]
- Poggio della Mentuccia: su un colle che sale dal Fosso delle tre fontane è stato individuato lo scarico di una fornace aretina.
- Morticelli: scavate nel tufo, una serie di sepolture antropomorfe. Sono di fattura bizantina e risalgono al VII - VIII secolo.
- Pestarole: disseminate nei dintorni di Palazzolo si trovano le "Pestarole", costituite da due vasche poste su due livelli diversi.
- La Selva: di rilievo alcune colonne di travertino appartenenti a un tempio dedicato a divinità dei campi.

## Società

### Evoluzione demografica
Abitanti censiti

## Economia
Di seguito la tabella storica elaborata dall'Istat a tema Unità locali, intesa come numero di imprese attive, ed addetti, intesi come numero addetti delle unità locali delle imprese attive (valori medi annui).
|           | 2015                  |                              |                            |                |                       |                     | 2014                  |                | 2013                  |                |
| --------- | --------------------- | ---------------------------- | -------------------------- | -------------- | --------------------- | ------------------- | --------------------- | -------------- | --------------------- | -------------- |
|           | Numero imprese attive | % Provinciale Imprese attive | % Regionale Imprese attive | Numero addetti | % Provinciale Addetti | % Regionale Addetti | Numero imprese attive | Numero addetti | Numero imprese attive | Numero addetti |
| Vasanello | 247                   | 1,06%                        | 0,05%                      | 395            | 0,66%                 | 0,03%               | 235                   | 367            | 239                   | 393            |
| Viterbo   | 23.371                |                              | 5,13%                      | 59.399         |                       | 3,86%               | 23.658                | 59.741         | 24.131                | 61.493         |
| Lazio     | 455.591               |                              |                            | 1.539.359      |                       |                     | 457.686               | 1.510.459      | 464.094               | 1.525.471      |

Nel 2015 le 247 imprese operanti nel territorio comunale, che rappresentavano l'1,06% del totale provinciale (23.371 imprese attive), hanno occupato 395 addetti, lo 0,66% del dato provinciale (59.399 addetti); in media, ogni impresa nel 2015 ha occupato una persona (1,6).

### Artigianato
Tra le attività economiche più tradizionali, diffuse e rinomate vi sono quelle artigianali, come l'arte della ceramica e della terracotta.

## Amministrazione
Nel 1927, a seguito del riordino delle Circoscrizioni Provinciali stabilito dal regio decreto N°1 del 2 gennaio 1927, per volontà del governo fascista, quando venne istituita la provincia di Viterbo, il paese passò dalla provincia di Roma a quella di Viterbo.
Nel 1949 il comune cambiò la denominazione da Bassanello a Vasanello.
Di questo cambiamento rimane traccia ad esempio nella toponomastica romana, in quanto nel XV municipio di Roma, e precisamente nella zona Tomba di Nerone, esistono via Bassanello, istituita nel 1957 (quando peraltro il Comune aveva già cambiato nome), e via Vasanello, istituita invece nel 1966. Le due strade si trovano a poche centinaia di metri l'una dall'altra.
| Periodo | Periodo | Primo cittadino | Partito                            | Carica  | Note |
| ------- | ------- | --------------- | ---------------------------------- | ------- | ---- |
| 2016    | 2021    | Antonio Porri   | Lista civica Il Polo Per Vasanello | Sindaco |      |

### Gemellaggi
Vasanello è gemellata con:
- Åsnes
- Dschang

## Sport

### Calcio
La principale squadra di calcio della città è l'A.S.D. Vasanello 1980 che milita nel girone A laziale di Prima Categoria. È nata nel 1980 e i colori sociali sono il bianco e l'azzurro.